# Sermitsiaq (journal)
Pour les articles homonymes, voir Sermitsiaq.
Sermitsiaq est un journal hebdomadaire national groenlandais. Son nom vient de la montagne groenlandaise Sermitsiaq.

## Histoire
Le journal a été publié la première fois le 21 mai 1958 en alternative avec le journal en danois Mikken. Les deux journaux ont été imprimés séparément, avec Mikken le samedi et Sermitsiaq le lundi pendant environ six mois, jusqu'à ce que Mikken soit publié pour la dernière fois le 22 novembre de la même année.
Sermitsiaq était un journal local distribué uniquement à Nuuk jusque vers les années 1980 quand le journal est devenu national.
Le journal est publié maintenant tous les vendredis, tandis que la version en ligne est mise à jour plusieurs fois dans la journée.

### Sources
- (en) Cet article est partiellement ou en totalité issu de l’article de Wikipédia en anglais intitulé « Sermitsiaq (newspaper) » (voir la liste des auteurs).